# 基輔河電車

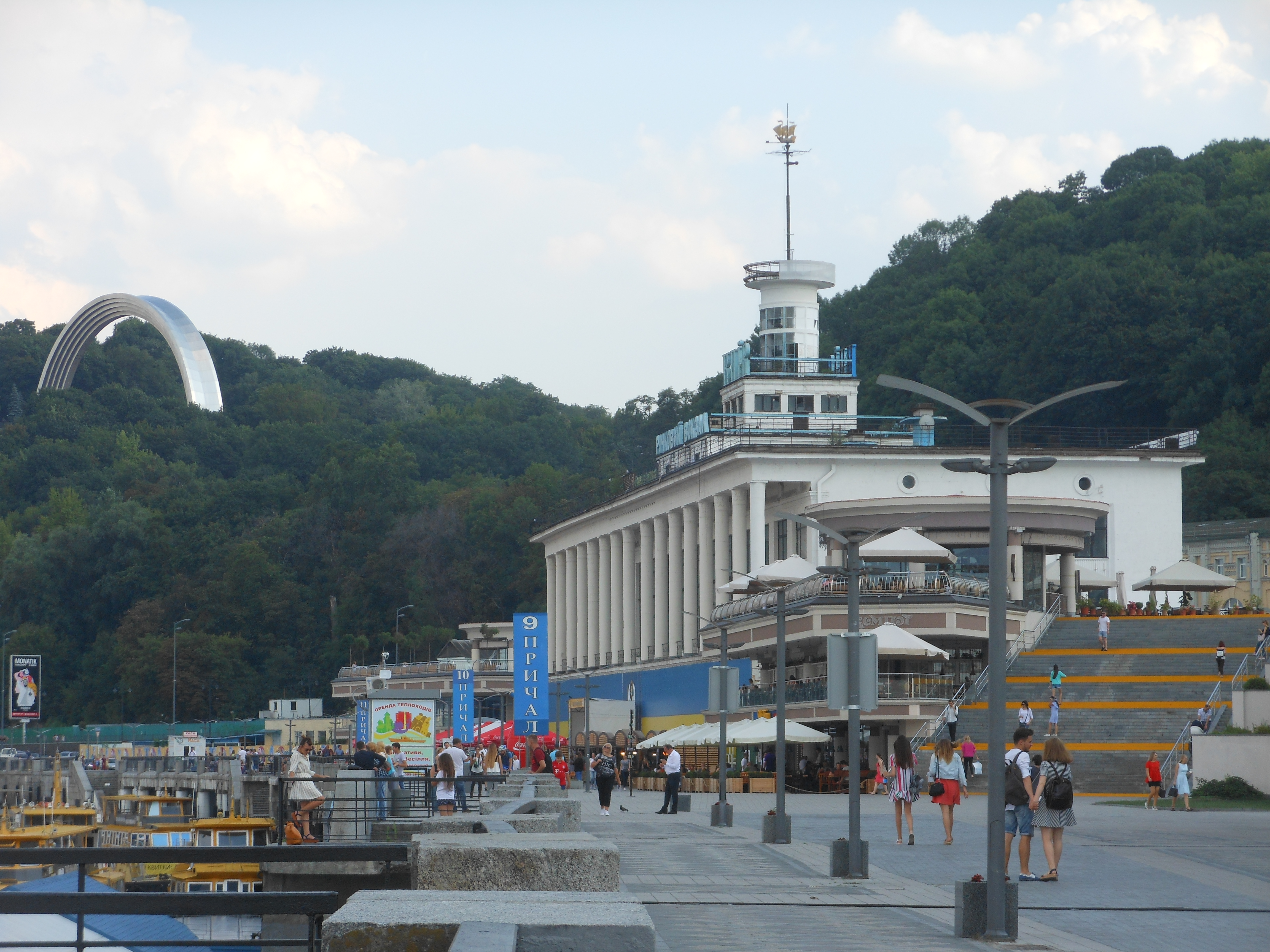
基辅河站

基辅河电车（羅馬化：Kyivskyi richkovyi tramvai）是基輔市内的公共交通之一 。航行於第聶伯河兩岸之間，航线仅在第聶伯河的航行季节中的白天和晚上运营 。尽管这种运输方式前景广阔，但在过去的几十年里一直无法组织其稳定运营。